# Compañía de Minas Buenaventura
Compañía de Minas Buenaventura S.A.A. es una compañía minera peruana que se dedica a la exploración, explotación y procesamiento de oro, plata y otros metales. Es una empresa componente del índice S&P/BVL Perú General.
Fue fundada por Alberto Benavides de la Quintana el 7 de septiembre de 1953 a partir del arrendamiento de la mina Julcani en el distrito de Ccochaccasa, provincia de Angaraes, en la región Huancavelica. Su actual gerente general es Leandro García Raggio. Por su parte, Roque Benavides ocupa el cargo de presidente del Directorio.
Actualmente, opera diversas minas en el Perú:
- Minas de oro: Orcopampa, La Zanja, Tantahuatay, Tambomayo, Yanacocha.
- Minas de plata: Julcani, Uchucchacua, Mallay.
- Minas de cobre: Marcapunta, Trapiche, Cerro Verde.
- Minas de zinc: Colquijirca.
- Proyectos mineros: San Gabriel, El Faique.

Otros negocios: Buenaventura Ingenieros S.A. (BISA), CONENHUA, Huanza, Río Seco, Contacto Corredores de Seguros.
Buenaventura se estableció originalmente como Sociedad Anónima bajo las leyes de Perú en el año 1953. En 1971, se listó en la Bolsa de Valores de Lima y en 1996 a la Bolsa de Valores de Nueva York. Actualmente es una sociedad anónima abierta que opera bajo las leyes de Perú.
La estructura accionaria actual de Buenaventura está compuesta por The Bank of New York Mellon junto con Antofagasta PLC y algunos miembros de la familia Benavides (80.80%), la Compañía Minera Condesa (7.69%), Alberto Martín Benavides Harten con un usufructo a favor de su padre Roque Benavides Ganoza (5.03%) y otros.